# Zygmunt Manowski
Zygmunt Manowski (ur. 2 maja 1932 w Katowicach, zm. 28 kwietnia 1999 tamże) – polski żużlowiec i kierowca wyścigowy.

## Biografia
Karierę zawodniczą rozpoczynał jako żużlowiec Gwardii Katowice. W latach 1958–1959 był zawodnikiem Śląska Świętochłowice.
W 1962 roku zadebiutował w WSMP, rywalizując SAM-em w formule wolnej. W debiutanckim wyścigu w Toruniu odniósł zwycięstwo, a w Szczecinie był trzeci. W sezonie 1963 był drugi w Białymstoku, Lublinie i Tychach, a w Gliwicach zajął trzecie miejsce. Te wyniki umożliwiły mu uzyskanie tytułu wicemistrza Polski, za Augustynem Ticem.
Po rocznej przerwie wrócił do ścigania w 1965 roku, kiedy to mistrzostwa Polski odbywały się według przepisów Formuły 3. Był wówczas dziesiąty w Warszawie. W sezonie 1966 zajął czwarte miejsce w Radomiu, co umożliwiło mu zajęcie dziewiątego miejsca w klasyfikacji końcowej. W sezonie 1968 ścigał się w Puławach, gdzie zajął szóste miejsce, a na koniec sezonu – ósme.

## Wyniki w Polskiej Formule 3
| Legenda oznaczeń w tabelach wyników Wyświetl szablon na nowej stronie | Legenda oznaczeń w tabelach wyników Wyświetl szablon na nowej stronie                                                                     |
| Oznaczenie                                                            | Wyjaśnienie |
| --------------------------------------------------------------------- | --- |
| Złoty                                                                 | Zwycięzca lub mistrzostwo |
| Srebrny                                                               | 2. miejsce lub wicemistrzostwo |
| Brązowy                                                               | 3. miejsce lub II wicemistrzostwo |
| Zielony                                                               | Ukończył, punktował (w klasyfikacji generalnej, gdy zdobył co najmniej jeden punkt na przestrzeni sezonu, poza trzema powyższymi opcjami) |
| Niebieski                                                             | Ukończył, nie punktował (w klasyfikacji generalnej, gdy nie zdobył co najmniej jednego punktu na przestrzeni sezonu)                      |
| Czerwony                                                              | Nie zakwalifikował się (NZ) |
| Czerwony                                                              | Nie prekwalifikował się (NPK) |
| Różowy                                                                | Nie ukończył (NU) |
| Różowy                                                                | Niesklasyfikowany (NS) (w klasyfikacji generalnej, gdy nie został sklasyfikowany w żadnym wyścigu sezonu)                                 |
| Czarny                                                                | Zdyskwalifikowany (DK) |
| Czarny                                                                | Wykluczony (WYK/EX) |
| Biały                                                                 | Nie wystartował (NW) |
| Biały                                                                 | Kontuzjowany (K/INJ) |
| Biały                                                                 | Wyścig odwołany (OD/C) |
| Bez koloru                                                            | Został wycofany (WYC/WD) |
| Bez koloru                                                            | Nie przybył (NP/DNA) |
| Bez koloru                                                            | Nie brał udziału w treningach (NT/DNP) |
| Bez koloru                                                            | Nie został zgłoszony (–) |
| Pogrubienie                                                           | Start z pole position |
| Kursywa                                                               | Najszybsze okrążenie wyścigu |
| †                                                                     | Nie ukończył, ale jego rezultat został zaliczony ze względu na przejechanie więcej niż 90% dystansu wyścigu.                              |
| *                                                                     | Sezon w trakcie |
| 1/2/3                                                                 | Punktowana pozycja w sprincie kwalifikacyjnym                                                                                             |
| Lista systemów punktacji Formuły 1                                    | |

| Rok  | Zespół               | Samochód | Silnik | Wyniki w poszczególnych eliminacjach | Wyniki w poszczególnych eliminacjach | Wyniki w poszczególnych eliminacjach | Wyniki w poszczególnych eliminacjach | Pkt. | Msc. |
| ---- | -------------------- | -------- | ------ | ------------------------------------ | ------------------------------------ | ------------------------------------ | ------------------------------------ | ---- | ---- |
| 1965 |                      |          |        |                                      |                                      |                                      |                                      | 0    | NS   |
| 1965 | Automobilklub Śląski |          |        | 10                                   | -                                    | NU                                   |                                      | 0    | NS   |
| 1966 |                      |          |        |                                      |                                      |                                      |                                      | 3    | 9    |
| 1966 | Automobilklub Śląski |          |        | 4                                    | -                                    | -                                    | -                                    | 3    | 9    |
| 1968 |                      |          |        |                                      |                                      |                                      |                                      | 1    | 8    |
| 1968 | Automobilklub Śląski |          |        | -                                    | 6                                    |                                      |                                      | 1    | 8    |